# Yoshihiro Tsumuraya
Yoshihiro Tsumuraya (円谷 義広, Kōriyama, 1 de outubro de 1964) é um ex-ciclista olímpico japonês. Tsumuraya representou seu país durante os Jogos Olímpicos de Verão de 1984 e 1988; e nos Jogos Asiáticos de 1986.